# Lioscincus steindachneri
Lioscincus steindachneri är en ödleart som beskrevs av  Bocage 1873. Lioscincus steindachneri ingår i släktet Lioscincus och familjen skinkar. IUCN kategoriserar arten globalt som starkt hotad. Inga underarter finns listade i Catalogue of Life.